# Трость таксатора
Тро́сть такса́тора — измерительный прибор, применяемый в таксации лесонасаждений для учёта количества деревьев и измерения диаметра стволов. Трость таксатора сконструирована Н. П. Анучиным.
Представляет собой стержень с насаженной на него ручкой и соединённой шарниром проволочной петли. Трость поднимают за петлю до уровня глаза, стержень при этом находится в вертикальном положении. Ручка трости насажена под таким углом, чтобы линия визирования, идущая от глаза таксатора вдоль ручки, пересекалась с поверхностью земли на расстоянии 5,65 метра и круг, описанный этим радиусом имеет площадь 100 м2. Визируя вдоль ручки трости, таксатор подсчитывает количество деревьев, растущих на данной площади, подсчёт на одной круговой пробной площадке занимает обычно 20—30 секунд. В пределах участка леса закладывают несколько пробных площадок, затем находят среднее арифметическое и пересчитывают на число деревьев на гектар.
Для обмера диаметра стволов на стержень трости нанесена шкала и насаживается прицельная рамка (бегунок). При таких измерениях трость таксатора используется так же, как мерная вилка.